# Heroes of the Night
Heroes of the Night è un film muto del 1927 diretto da Frank O'Connor. Prodotto dalla Gotham Productions, aveva come interpreti Cullen Landis, Marian Nixon, Rex Lease, Wheeler Oakman, Sarah Padden.

## Trama
Salvata una ragazza, Mary Allen, dalle sgradite avances di Jack Nichols, un maneggione politico, il poliziotto Tom Riley, accompagnandola a casa, fa amicizia con lei. La stessa sera, Joe, il fratello di Tom, che lavora come pompiere, viene presentato a Mary. A casa, i due fratelli, ignari che stanno ambedue parlando della stessa ragazza, magnificano la loro nuova amicizia descrivendosi a vicenda la meravigliosa fanciulla che hanno incontrato. Entrambi i fratelli la chiedono poi in moglie ma Mary decide che darà loro una risposta solo alla festa del suo compleanno. Tra i due giovani la situazione si fa sempre più tesa e quando Tom ottiene la promozione dopo la cattura di un criminale, Joe si scoraggia e litiga con Mary. Finisce che si dimette dal corpo dei vigili del fuoco. Mentre la polizia mette sotto assedio il quartiere generale della gang di Nichols, scoppia un incendio e Joe fa uno spettacolare salvataggio del fratello. Resosi conto che Mary è innamorata di Tom, Joe si ritira dalla competizione, riconciliandosi con Jennie, una giornalista, che aveva trascurato dopo aver conosciuto Mary.

## Produzione
Il film fu prodotto dalla Gotham Productions.

## Distribuzione
Il copyright del film, richiesto dalla Lumas Film Corp., fu registrato il 15 gennaio 1927 con il numero LP23546.
Distribuito dalla Lumas Film Corporation e presentato da Samuel Sax, il film uscì nelle sale cinematografiche degli Stati Uniti il 3 gennaio 1927. La Gaumont British Distributors lo distribuì nel Regno Unito, presentandolo in prima a Londra il 7 aprile 1927 e, in uscita nelle sale, il 31 ottobre 1927.
In Portogallo, preso il titolo Dois Heróis, fu distribuito l'8 luglio 1929; in Brasile, uscì con il titolo Heróis da Noite.

### Conservazione
Copia completa della pellicola (nitrato positivo 35mm) si trova conservata negli archivi della Library of Congress di Washington.